# کاوه گوهرین

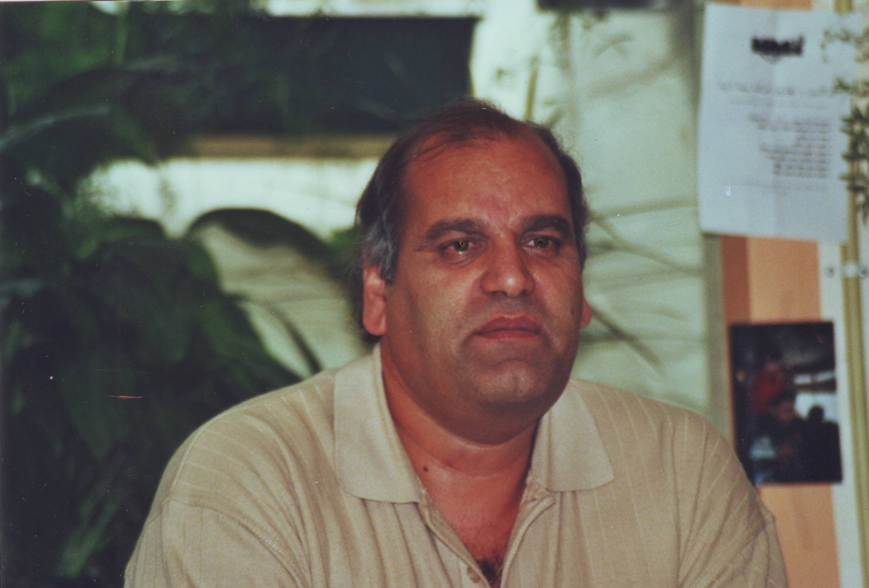
کاوه گوهرین

کاوه گوهرین (زادهٔ ۱ مهر ۱۳۳۴ خورشیدی در اهواز – درگذشتهٔ ١٠ شهریور ١۴٠٢) نویسنده، شاعر و پژوهشگر ادبیات ایران بود.

## فعالیت‌های ادبی
گوهرین در دهه ۵۰ با سیاوش کسرایی آشنا می‌شود و به توصیهٔ او، پس از اعدام خسرو گلسرخی در ۲۹ بهمن ۱۳۵۲، برای پیشگیری از پراکنده شدن آثار او اقدام به جمع‌آوری سروده‌ها و مقالات وی از میان اوراق مجلات و روزنامه‌های آن دوره می‌کند.
دفتر نخستین مجموعه اشعار گلسرخی با عنوان انتخابی خود او «ای سرزمین من» و طرح جلدی درخشان از علیرضا اسپهبد، به سال ۱۳۷۳ از سوی مؤسسهٔ انتشارات نگاه منتشر شد که در اندک زمانی نایاب گردید و بعدها به چاپ‌های متعدد رسید. دفتر دوم این شعرها نیز باز هم با عنوان انتخابی گلسرخی «پرندهٔ خیس» به سال ۱۳۷۴ ازسوی مؤسسهٔ فرهنگ کاوش منتشر شد و پس از تجدید چاپ، سرانجام دو مجموعهٔ «ای سرزمین من» و «پرندهٔ خیس» به همراه اشعاری نویافته و تصاویری چاپ نشده از خسرو گلسرخی با عنوان «خسته‌تر از همیشه» در سال ۱۳۸۰ از سوی انتشارات آرویج منتشر شد. بعدها همین مجموعه اشعار در مجموعه‌ای ۳ جلدی به همراه «دستی میان دشنه و دل» دفتر اول از نوشته‌های پراکنده و «من در کجای جهان ایستاده‌ام؟» دفتر دوم از نقدها و ترجمه‌های خسرو منتشر گردید که تا به امروز چندین بار تجدید چاپ شده‌اند.
آخرین تلاش کاوه گوهرین در گردآوری و تدوین آثار گلسرخی، مجموعه‌ای از اشعار اوست که انتشارات نگاه دو بار در سال‌های ۹۱ و ۹۲ منتشر کرده وشعرهای جدیدی از خسرو را نیز در خود دارد که تا به امروز کاملترین مجموعه اشعار گلسرخی است. کاوه گوهرین در کنار تحقیق و پژوهش یکی از فعالان دوران تجدید حیات «کانون نویسندگان ایران» بود وبا عضویت در جمع مشورتی کانون، در تنظیم و تصویب اساسنامهٔ کانون نویسندگان به همراه یارانی دیگر همچون رضا براهنی، هوشنگ گلشیری، فرج سرکوهی، منصور کوشان و بسیاری دیگر تلاش فراوان کرد. به سال ۱۳۷۷ درنخستین انتخابات کانون نویسندگان برای برگزیدن هیئت دبیران موقت که در منزل خانم سیمین بهبهانی برگزار شد وی به عنوان عضو علی‌البدل دبیران موقت انتخاب گردید انتخابات بعدی که در تالار اتحادیهٔ ناشران انجام گرفت (سال ۱۳۷۸)کاوه گوهرین به عنوان بازرس کانون از سوی اعضا برگزیده شد.
در سال ۲۰۰۰ میلادی، به دعوت «پارلمان جهانی نویسندگان» که مقرّ آن در بروکسل، پایتخت بلژیک است و با میزبانی بنیاد هنر آمستردام (Amsterdams fonds voor de kunst) راهی هلند گردید هنگام اقامت در هلند، بلژیک و آلمان سخنرانی‌هایی پیرامون ادبیات معاصر ایران ایراد کرد. مجموعه‌ای از هایکوهای او با عنوان «هایکوهای ایرانی» نخستین بار در تیراژی محدود در آمستردام منتشر شد و پس از آن یک محقق و ادیب ایرانی به نام «دکتر رضا خالصی» این هایکوهارا به انگلیسی ترجمه کرد و براساس ترجمهٔ انگلیسی، یک شاعر هلندی به نام «کلس خوفرس» (klass Govers) این هایکوها را به هلندی برگرداند. چاپ دوم این کتاب در ایران با طرح‌های درخشان طراح وگرافیست عراقی «باسم الرسام» به سال ۱۳۸۱ منتشر شد.
«در سرزمین وینسنت» شعری بلند است که در واقع خاطرات دوران اقامت در هلند و دیگر کشورهای اروپایی است و دیدار با نویسندگان و شاعران غربت‌نشین را روایت می‌کند. این منظومه نیز به سال ۱۳۸۰ از سوی دو ناشر «آرویج» و «گیو» منتشر شد.

## عضویت در کانون نویسندگان و کناره‌گیری
پس از بازگشت به ایران و دیدار با اعضای کانون و هیئت دبیران منتخب، آگاهی یافت که هیئت دبیران قصد دارند با مراجعه به وزارت ارشاد و وزارت کشور خواستار ثبت رسمی کانون شوند، وی در شمار مخالفان این تفکر بود، پس از نگارش و ارسال نامه‌هایی به دبیران کانون برای چشم پوشی از چنین طرحی که‌شان واستقلال کانون را برباد می‌داد با بی اعتنایی دبیران وقت به این هشدارها، درتاریخ ۲ خرداد ۱۳۸۱ طی اعتراضی کتبی از عضویت در کانون استعفا کرد. «منظومهٔ کانون نویسندگان» که دو بار پس از ارائه به وزارت ارشاد غیرقابل چاپ در ایران تشخیص داده شد سرانجام در تاریخ ۲۰۰۴ میلادی از سوی نشر پژواک ایران در شهر المیرهٔ هلند منتشر شد شرح ماجراهای منجر به استعفا از کانون به همراه مدارک و اسناد این واقعه است.

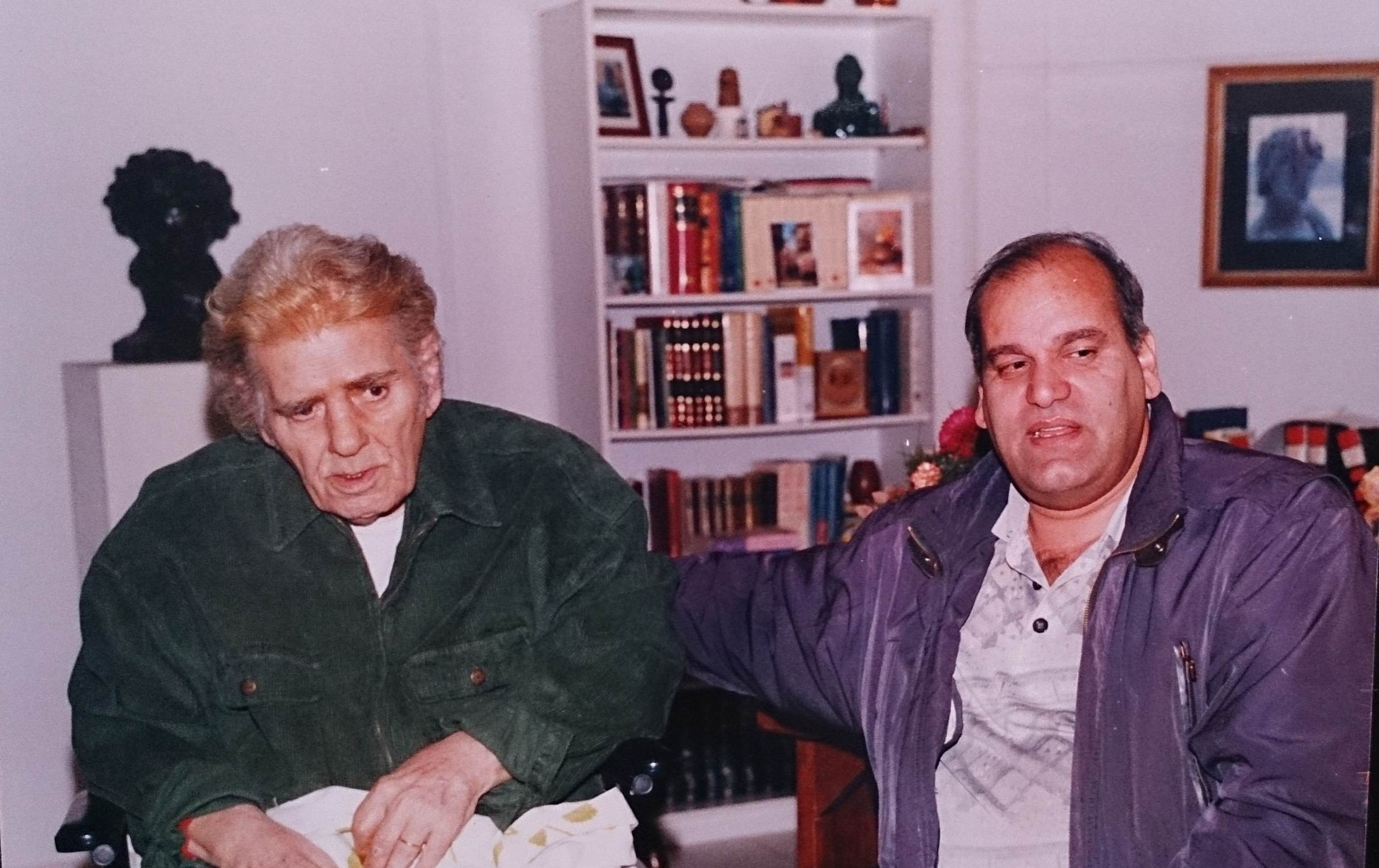
کاوه گوهرین و احمد شاملو

## روزنامه‌نگاری
از کاوه گوهرین مقالات تحقیقی، نقدها و مصاحبه‌های بسیاری پیرامون ادبیات ایران درنشریاتی همچون: فردای ایران /چیستا/گردون/ تکاپو/ معیار / آدینه/ دنیای سخن/ کلک/ بخارا/ مهرنامه / تجربه/ دریچهٔ گفتگو و روزنامه‌هایی همچون: شرق/ آرمان /آریا/خرداد/صبح امروز/ انتخاب/ شهروند منتشر شده‌است.
همچنین وی آثار بسیاری نیز در نشریات خارج از کشور منتشر کرده که برای نمونه به نام تعدادی از این نشریات اشاره می‌شود:
دفتر هنر/ فردوسی امروز/ پر/ بررسی کتاب / نیمروز لندن/پژواک ایران و…

### در دست انتشار
- چنین گفت کوروش، گزارش پارسی سپارش نامهٔ کوروش، آروشا ۱۳۹۳[۱۱]
- شب تاب و ماه رنگ پریده،[۱۲] مجموعه هایکو برای غزه، فصل پنجم ۱۳۹۳
- چقدر سینمای فردین خوب است، مجموعهٔ هایکوهای سینمایی[۱۳]